# Ferenczi Géza
Ferenczi Géza (Kolozsvár, 1924. június 22. – Székelyudvarhely, 2007. február 14.) magyar régész. Ferenczi Sándor fia, Ferenczi István öccse.

## Életútja
A kolozsvári református kollégium elvégzése után a Bolyai Tudományegyetemen nyert történelem szakos képesítést 1954-ben. Az egyetem elvégzése után csaknem húsz évig a Székelyudvarhelyi Múzeum igazgatója, majd 1976-tól a csíkszeredai Megyei Múzeum mellett működő műkincsvédelmi hivatal muzeológusa, 1987-es nyugdíjazása előtt három évig a székelyudvarhelyi Tudományos Könyvtárban dolgozott. A régészeti segédtudományok területén a művelődéstörténetben apja nyomdokait követte, a művészettörténetben Balogh Jolán és Entz Géza tanítványa volt, nyelvtudományi kérdésekben Szabó T. Attilával, később Kósa Ferenccel konzultált. A tudományos munkát nyugdíjas korában is folytatta, részt vett a tudományos közéletben, tudományos közleményeit a Székely Nemzeti Múzeum évkönyveiben adták közre.
A Székelyföld múltja foglalkoztatta, a dák-római és középkori régészet s a néprajz köréből román, magyar, német szakfolyóiratokban jelentek meg többnyire bátyjával együtt jegyzett tudományos dolgozatai. Az Árpád-kori gyepűrendszer feltárásának anyagát a Korunk (1971-72), apja munkáját kiegészítő értekezéseit Énlaka, Székelyderzs rovásírásos feliratának megfejtéséről a Keresztény Magvető (1971-72) közölte. Bátyjával közösen tekintették át a székely rovásírásos emlékeket a Művelődéstörténeti Tanulmányok c. gyűjteményes kötetben (1979).

## Kötetei
- Hargita megye útikönyve magyar és román nyelven (Csíkszereda, 1973)
- Székely rovásírásos emlékek (Székelyudvarhely, 1997)
- A moldvai ősibb csángók (Székelyudvarhely, 1999)
- Lapok Erdély múltjából : tanulmányok. (Székelyudvarhely, 2002)
- Utazások Udvarhelyszéken. Dénes István előszavával. (Székelyudvarhely, 2002)
- A székely rovásírás az idő sodrában. (Székelyudvarhely, 2002)
- Régi várak, új írások. Régészet és rovásírás. Tanulmányok. (Székelyudvarhely, 2006)